# Rumpelstilzchen (1962)
Rumpelstilzchen ist ein deutscher Märchenfilm aus dem Jahr 1962. Er basiert auf dem Grimm’schen Märchen Rumpelstilzchen.

## Handlung
Das Original der Brüder Grimm ist hier nur eine Vorlage. Rumpelstilzchen ist kein übler Waldgeist, sondern ein liebenswertes Männchen.
Ein Müller erzählt ständig Lügenmärchen. Eines Tages prahlt er damit, dass seine Tochter Rosemarie aus Stroh Gold spinnen könne. Der König lässt sie auf sein Schloss bringen, um es zu beweisen. In Rosemaries Verzweiflung erscheint plötzlich ein Männchen und verspricht ihr zu helfen, wenn sie ihm ihr erstes Kind gibt. Sie willigt ein, und aus Stroh entsteht Gold. Der König heiratet sie und bald bekommen sie einen Sohn. Da taucht Rumpelstilzchen auf und verlangt von ihr, das gegebene Versprechen einzulösen.
Rosemarie will ihr Kind nicht herausgeben und erhält drei Tage Aufschub. In dieser Zeit muss sie seinen Namen sagen, dann darf sie das Kind behalten.
Rosemarie hört sich überall um und erfährt am dritten Tag einen Satz, den der Kobold gesagt haben soll:
„Heute back´ ich, morgen brau´ ich, übermorgen hol ich der Königin ihr Kind. Ach, wie gut dass niemand weiß, dass ich Rumpelstilzchen heiß.“

## Produktion
Rumpelstilzchen war ursprünglich ein zweiteiliger Film. Der Produktionsleiter war Illo Gutschwager, die Filmbauten stammen von Heinz Brendel.
Am 5. März 2012 wurde der Film auf DVD veröffentlicht.